# Good Conduct Medal
La Good Conduct Medal est une des plus anciennes décorations de l’armée américaine, et chacune de ses six branches dispose de sa propre version de la médaille. La version de U.S. Navy est la première à avoir été créée, en 1869, suivie en 1896 par la version de l’U.S. Marine Corps. Pour ce qui est des U.S. Coast Guard, l’institution de la décoration date de 1923, tandis que celle de l’armée de terre remonte à 1941 et celle de l’U.S. Air Force à 1963. Cette dernière décoration fut d’ailleurs suspendue de février 2006 à février 2009. La dernière variante créée est celle de l’U.S. Space Force en 2023.

## Éligibilité
La Good Conduct Medal est décernée à tout militaire du rang des forces armées américaines qui, pendant trois années de suite, fait un service honorable et fidèle. Ce type de distinction implique que l’engagement se soit fait sans condamnations passées, infractions disciplinaires ou mise en accusation devant une cour martiale. Si le personnel à qui on souhaite décerner la Good Conduct Medal commet une faute, alors il devra attendre trois années supplémentaires de bonne conduite pour avoir sa décoration.
L’attribution de cette décoration doit se faire pendant une période de service actif, et ne peut par conséquent être attribuée à un membre de la garde nationale ou de la réserve. Pour ces derniers, la Reserve Good Conduct Medal existe.
En temps de guerre, la Good Conduct Medal peut être décernée pour une année de service fidèle, et également à de manière posthume à tout soldat mort au champ d’honneur.
Cette décoration a été surnommée la « good cookie medal » (le bon cookie), ou la « three years of unreported crime medal » (la médaille des trois années au cours desquelles aucune de ses fautes n’a été remarquée) ou la « didn’t get caught medal » (la médaille de ceux qui ne se sont jamais faits prendre) par certaines troupes.

## U.S. NavyGood Conduct Medal

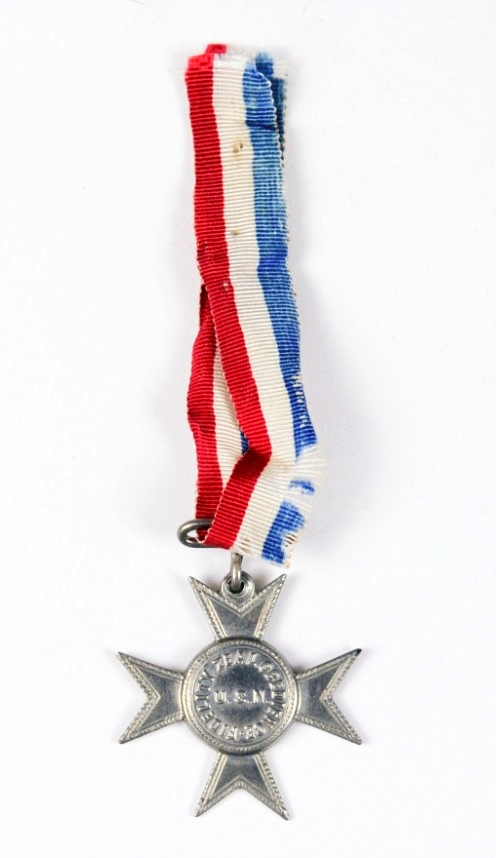
Première version (1870-1884)
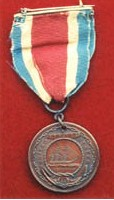
Deuxième version, dite « de transition » (1880-1884)
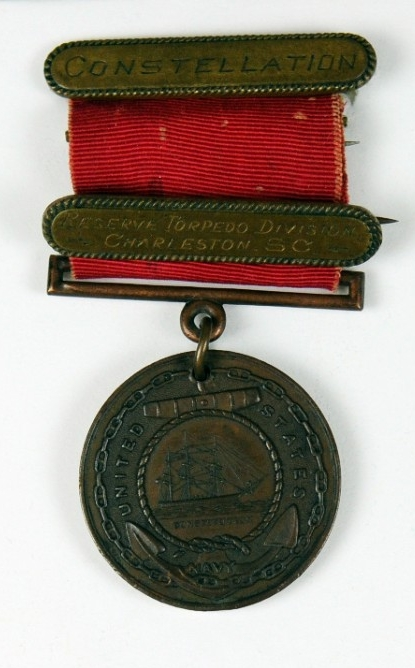
Troisième version (1885-1961)

Depuis 1869, il y a eu quatre versions de la variante “marine” de la Good Conduct Medal.
- La première version fut utilisée entre 1870 et 1884. Cette décoration n’était alors pas portée sur l’uniforme, mais décernée lors du réengagement comme un insigne. Un marin de l’U.S. Navy recevait une nouvelle Good Conduct Medal pour chaque période d’engagement effectuée avec honneur.
- La deuxième version fut utilisée entre 1880 et 1884, et était considéré comme une « décoration de transition ». De plus, c’est la première version de cette décoration à avoir été portée sur l’uniforme.
- La troisième version fut utilisée entre 1885 et 1961, et correspond en fait à une quasi-suspension de la décoration, puisqu’elle était devenue le Good Conduct medallion, accroché à un ruban rouge. Les barrettes d’engagement, qui marquaient alors les périodes d’engagement effectuée étaient agrafées sur le ruban.

Cette version de la Good Conduct Medal ressemblait beaucoup à la Special Meritorious Service Medal, créée par la Navy pendant la guerre hispano-américaine, et dont le ruban était lui aussi rouge. Ainsi, des marins qui recevaient les deux décorations portaient deux décorations différentes, mais avec un ruban de la même couleur, fait unique dans l’histoire militaire des États-Unis.
- La version actuellement décernée date de 1962, et récompense tous les marins ayant accompli trois années de service honorable et fidèle. Avant le 1er janvier 1996, quatre années de bonne conduite étaient requises pour l’obtention de la décoration. Chaque nouvelle attribution de la Good Conduct Medal était signalée par la présence d’agrafes, les service stars.

## U.S. Marine CorpsGood Conduct Medal

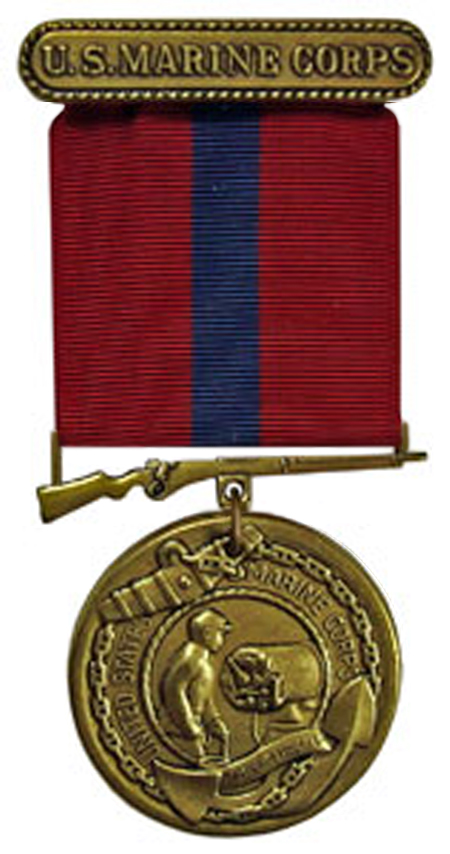
Ancienne version USMC GCM (Seconde Guerre mondiale)

La variante du corps des marines fut instituée en 1896, et était à l’origine constituée d’une médaille pendante dont le ruban était suspendu à une agrafe portant la mention « U.S. Marine Corps ». Cette agrafe fut supprimée en 1935, et ce fut la seule modification de cette décoration depuis.
Les barrettes d’engagement, agrafées sur le ruban, et qui signalaient chaque période d’engagement accomplie avec honneur furent utilisées jusqu’en 1953, date à laquelle le Corps des Marines adopta les service stars qui marquaient, elles, le nombre d’attributions de la médaille.
De 1896 à la Seconde Guerre mondiale, le revers de la médaille portait le nom du récipiendaire gravé. À partir de la Seconde Guerre Mondiale et jusqu'en 1951, cet usage fut peu à peu remplacé par le simple gravage d'un numéro sur la tranche.
Le surnom de cette médaille, affectueusement donné chez les marines « The Good Cookie. »

## U.S. Coast GuardGood Conduct Medal
La version des garde-côtes fut créée en 1923, et comportait, à l’instar de la variante du corps des marines et de la Navy, des barrettes d’engagement. C’est en 1966 que ces dernières furent suspendues et remplacées par les service stars pour indiquer le nombre d’attributions de la médaille.

## U.S. ArmyGood Conduct Medal

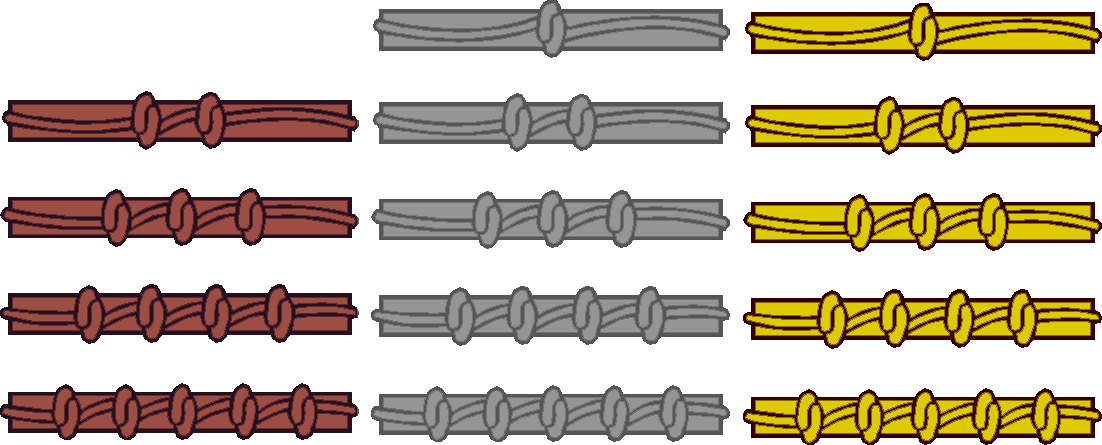
Agrafes de la Good Conduct Medal

- Historique

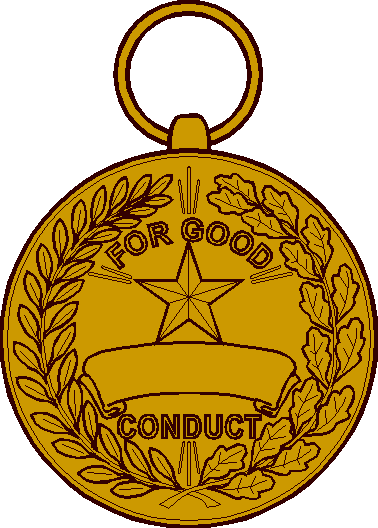
Le revers de la variante U.S. Army

Cette variante de la Good Conduc Medal fut instituée par l’Executive Order 8809, du 28 juin 1941, et qui autorise la distinction de militaires ayant accompli trois années de service actif après cette date.
Les critères d’éligibilité à cette décoration furent amendés par l’Executive Ordre 9323, du 31 mars 1943, pour autoriser l’attribution de la décoration à tout soldat ayant effectué trois années de service après le 7 décembre 1941, ou une année de service quand les États-Unis sont en état de guerre.
L’Executive Ordre 10444, du 10 avril 1953, revoit les critères d’éligibilité pour autoriser l’attribution de la Good Conduct Medal pour trois années de service après le 27 août 1940, un an de service après le 7 décembre 1941, quand les États-Unis entraient en guerre.
Aussi, cette décoration pouvait récompenser un militaire qui n’avait eu d’autre décoration récompensant ses états de service après le 27 juin 1950 jusqu’à la retraite, pour des périodes de moins de trois ans mais de plus d’un an.
Cette variante de la Good Conduct Medal fut réalisée par Joseph Kiselewski (en) et validée par le secrétaire à la Guerre des États-Unis le 30 octobre 1942.
- Symbolique

L’aigle, les ailes déployées, marque la vigilance et la supériorité.
Le glaive horizontal symbolise la fidélité.
Le livre représente le savoir acquis et l’expérience gagnée.
Sur le revers, the lone star (l’étoile solitaire) marque le mérite.
La couronne de laurier et les feuilles de chêne symbolisent la récompense et la force.
- Agrafes

Une barrette de Bronze indique de la deuxième (deux marques) jusqu’à la cinquième attribution (cinq marques).
Une barrette d’Argent indique de la sixième (une marque) jusqu’à la dixième attribution (cinq marques).
Une barrette Or indique de la onzième (une marque) à la quinzième attribution (cinq marques).
Cette décoration est décernée selon des critères sélectifs qui distinguent chaque soldat de ses compagnons d’arme, par leur conduite exemplaire, leur efficacité, leur fidélité pendant une période précise d’engagement actif au service de l’armée fédérale.

## U.S. Air ForceGood Conduct Medal
La dernière variante de la Good Conduct Medal est celle des forces aériennes américaines, qui fut autorisée par le Congrès le 6 juillet 1960, mais réellement instituée le 1er juin 1963. Entre 1947 et 1963, les personnels de l’U.S. Air Force recevaient la variante de l’U.S. Army. Pour ceux qui auraient reçu la décoration avant et après 1963, le port des deux versions est autorisé.
La variante Air Force de la Good Conduct Medal est similaire à celle de l’U.S. Army, mais ce qui la différencie d’avec cette dernière, c’est le ruban. Pour signaler que le personnel a reçu plusieurs fois la décoration, il agrafe sur le ruban des feuilles de chêne.
Les critères d’attribution de la médaille sont identiques aux autres variantes.
En octobre 2005, le 97th Air Force Uniform Board s’est réuni et a suspendu la décoration, estimant que la bonne conduite des membres de l’U.S. Air Force n’était pas un fait exceptionnel mais le minimum attendu. Cette décision a été finalisée le 8 février 2006 et la médaille n’est plus attribuée depuis. Cependant, en mai 2008, les officiels de l’armée américaine ont commencé à reconsidérer leur jugement. Le 11 février 2009, les attributions de la médaille ont été rouvertes, avec effet rétroactif jusqu’au 8 février 2006, afin que tous les récipiendaires éligibles puissent recevoir la décoration automatiquement.

### Sources
- (en) Cet article est partiellement ou en totalité issu de l’article de Wikipédia en anglais intitulé « Good Conduct Medal (United States) » (voir la liste des auteurs).